# Fresonara
Fresonara är en ort och kommun i provinsen Alessandria i regionen Piemonte i Italien. Kommunen hade 669 invånare (2018).